# Morebilus fumosus
Morebilus fumosus là một loài nhện trong họ Trochanteriidae. Loài này phân bố ở Queensland.